# أكيهيسأ هيراتا
أكيهيسأ هيراتا (باليابانية: 平田明久) هو مجدف ياباني، ولد في 13 أكتوبر 1963.

## وصلات خارجية
- أكيهيسأ هيراتا على موقع الاتحاد الدولي للتجديف (الإنجليزية)
- أكيهيسأ هيراتا على موقع اللجنة الأولمبية الدولية (الإنجليزية)
- أكيهيسأ هيراتا على موقع أوليمبيديا (الإنجليزية)